# Ragbi klub Dorćol
Il Ragbi Klub Dorćol ("Associazione rugbistica Dorćol"; abbreviato in R.K. Dorćol) è una società di rugby fondata il 24 maggio 1998 nel quartiere di Dorćol a Belgrado.

## Storia
Il RK Dorćol fu fondato nel bar "Romansa" nella città vecchia della capitale serba. 
Nel rugby a 15 ha gareggiato in totale 9 stagioni, fino al 2008, anno in cui uscì dal RSS per dedicarsi unicamente al rugby a 13.
Solo due anni dopo arrivò in finale Coppa di Serbia e Montenegro nella quale perse contro il Ragbi klub Partizan. L'anno seguente tornò in finale contro il Partizan, questa volta però ebbe la meglio e vinse il primo trofeo della storia. Nell'edizione successiva ripeté l'impresa battendo in finale il Stella Rossa. 
Nella stagione 2006-07 la squadra raggiunse il secondo posto nel campionato serbo e vinse il terzo titolo nazionale battendo nuovamente in finale di Coppa di Serbia il Partizan.

## Palmarès

### Trofei nazionali
- Coppe di Serbia: 1
2007
- Coppe di Serbia e Montenegro: 2
2001, 2002

### Altri piazzamenti
- Campionati serbi:

Secondo posto: 2006-07
- Coppe di Serbia e Montenegro:

Finalista: 2000